# 三姓寮
三姓寮，原寫為三姓藔，是臺灣嘉義縣六腳鄉的一個傳統地域名稱，位於該鄉中部偏東北。相較於今日行政區，其範圍大致包括三義村不含東南部邊界地帶及西北部凸出部分的西大半部及西南部邊界地帶中段、塗師村東北端、潭墘村東北端、竹本村東南端、豐美村南部邊界地帶西至中段、港美村南部邊界地帶中段。

## 歷史
台灣日治初期，三姓寮地區為一街庄（舊制街庄），稱為「三姓藔庄」，隸屬於大槺榔西堡。該庄昔日北與港尾藔庄為鄰，東及東南與雙涵庄為鄰，西南邊為大塗師庄、潭仔墘庄，西邊為竹仔腳庄。
1901年（日治明治三十四年）11月11日，全台廢縣廳改設二十廳，該庄隸屬於嘉義廳。1904年（明治三十七年）2月20日，該庄編入「灣內區」，隸屬於嘉義廳。1905年（明治三十八年）7月1日，嘉義廳內管轄區域調整，該庄仍隸屬於「灣內區」。1909年（明治四十二年）10月25日，全台合併二十廳為十二廳，灣內區仍隸屬於嘉義廳。1920年（大正九年）10月1日，全台地方制度大改正，廢十二廳改設五州二廳，該庄改制並雅化為「三姓寮」大字，隸屬於臺南州東石郡六腳庄（新制街庄）。
戰後六腳庄改制為六腳鄉，隸屬於臺南縣，大字亦改制為村。1950年10月25日，雲、嘉、南分治，六腳鄉改隸屬嘉義縣。

## 聚落
該地區發展較早的聚落有三姓藔、水返腳等，在日治期初期的官方地圖上已有記載。

## 交通
鄉道嘉57線是港尾寮至小槺榔的道路，經過本地區三姓藔聚落東郊。